# ¡Pobre Pierrot!
¡Pobre Pierrot! (en francés, Pauvre Pierrot!) es una película francesa de dibujos animados de Émile Reynaud que se estrenó en noviembre de 1892 en el Musée Grévin de París y se proyectó ininterrumpidamente hasta febrero de 1894 mediante el teatro óptico, sistema de ilusión de movimiento, inventado por el propio autor, que proyectaba una película sobre una pantalla translúcida haciéndola pasar ante una fuente de luz dotada de un sistema de espejos.

## Trama
La historia desarrolla una trama cómica entre los personajes extraídos de la Comedia del arte italiana Arlequín, Pierrot y Colombina. Los dos protagonistas compiten por el amor de Colombina, si bien esta muestra su rechazo hacia Pierrot y se queda al final con el amor de Arlequín.

## Sinopsis
Arlequín pasea con una máscara por un jardín. Al oír que alguien se acerca, se esconde tras una columna. Aparece la bella Colombina, que se asusta al ver al enmascarado salir de su escondite, pero se tranquiliza cuando el joven Arlequín se descubre. Este comienza a declarar su amor a Columbina cuando, tras escuchar un ruido en la puerta del fondo, se vuelve a esconder y se coloca la máscara.
El que aparece es Pierrot, con una mandolina en bandolera y un ramito de flores oculto a su espalda, que, tras una reverencia, ofrece a  Colombina quien, solo por compromiso, acepta el regalo. Pierrot observa el poco interés que muestra ella y se va, lo que aprovecha Arlequín para salir, le hace una seña y se van a su casa.
Poco después aparece Pierrot llorando desconsoladamente y, tras beber unos tragos de licor, cobra nuevos ánimos y se dirige al balcón de la casa donde entona una serenata con su mandolina. Arlequín, enfadado, le propina un golpe rápido en la espalda y se va. Pierrot, sin ver quién le ha golpeado, acaba de vaciar su botella y canta de nuevo su canción: 

Pour peindre vos grâces fines
Votre taille de roseau
Je saurai prendre á Watteau
Son âme, ô ma Colombine
Un vieil air de mandoline,
L'évoquera du tombeau
Pour peindre vos grâces fines
Votre taille de roseau...

Arlequín, tomando la botella que ha dejado en el suelo, le da otra buena ración de golpes y, satisfecho por haberle dado su merecido, va a reunirse con su amada Colombina.

## Comentario
Émile Reynaud estaba profundamente influido por los trabajos del abad Moigno, lo que llevó a investigar los fenómenos de la ilusión de movimiento. Así construyó en 1877 el praxinoscopio, el cual, tras posteriores mejoras y desarrollos, dio lugar al teatro óptico en 1888. Este permitía proyectar sobre una pantalla translúcida cintas animadas y perforadas que el mismo hacía pasar entre dos bobinas, ante un sistema de luz y espejos, tras la propia pantalla. Una linterna mágica proyectaba una imagen fija con el escenario o decorado sobre el que la película animada desarrollaba su acción.
La película Pauvre Pierrot! comenzó a proyectarse en el museo Grévin en noviembre de 1892, y está basada en una serenata escrita por Louis Morin que refiere las divertidas aventuras de Pierrot, Arlequín y Colombina, personajes de la tradición italiana de la Commedia dell'Arte. La cinta fue dibujada y coloreada a mano por el propio Reynaud. Utilizó para ello el sistema de disociación de figuras animadas decoradas, con calcos sucesivos sobre hojas transparentes, que es básicamente la misma técnica que empleará en adelante el sistema tradicional de animación de dibujos. También se sirve de trucados, bucles (un movimiento simple que puede repetirse indefinidamente) y, en definitiva, las técnicas que serán esenciales en el dibujo animado posterior.
Émile Reynaud, si bien no era un ilustrador profesional, creó unos dibujos simples pero definidos; con un estilo que puede ser comparable al de Hergé. Sus tramas, al igual que sus dibujos, son sencillas y poéticas; de un estilo naif. Él mismo incorporaba una música a la proyección, y la dotaba de efectos sonoros (golpes, puertas), que realizaba tras la pantalla, desde donde manejaba su  ingenio mecánico, al otro lado del público. Sus películas tuvieron un gran éxito hasta que, con la aparición del cinematógrafo Lumière en 1895, entró en competencia con el cine fotografiado, para, en 1900, abandonar sus propias películas, que acabó arrojando al río Sena -aunque alguna se salvó- poco antes de morir en un manicomio, olvidado por todos.